# FC Nordsjælland
O Football Club Nordsjælland é um clube de futebol da Dinamarca, da cidade de Farum.
É oriundo do Farum Boldklub, que foi comprado em 2003 pela AKB Holding, do empresário local Allan K. Pedersen, que o refundou como Football Club Nordsjælland.

## Breve cronologia
- Em 1º de julho de 2003, o Farum Boldklub torna-se o FC Nordsjælland.
- Na temporada 2003/2004: FC Nordsjælland termina a temporada na 9º colocação na SAS Liga, com 32 pontos.
- Na temporada 2004/2005: FC Nordsjælland termina a temporada na 10º colocação na SAS Liga, com 30 pontos.
- Na temporada 2005/2006: FC Nordsjælland termina a temporada na 9º colocação na SAS Liga, com 38 pontos.
- Na temporada 2006/2007: FC Nordsjælland termina a temporada na 5º colocação na SAS Liga, com 57 pontos.
- Em 2011/12 o clube é campeão dinamarquês, obtendo o direito de disputar a UEFA Champions League.

## Títulos
| NACIONAIS | NACIONAIS   | NACIONAIS | NACIONAIS         |
| --------- | ----------- | --------- | ----------------- |
|           | Competição  | Títulos   | Temporadas        |
|           | Superliga   | 1         | 2011-12           |
|           | DBU Pokalen | 2         | 2009-10 e 2010-11 |